# Sparrhoru
Le Sparrhoru, ou Sparrhorn, est un sommet des Alpes bernoises, en Suisse, situé dans le canton du Valais, qui culmine à 3 020 m d'altitude.
Il surplombe à l'est l'extrémité sud du glacier d'Aletsch, au nord le glacier d'Oberaletsch (Oberaletschgletscher) et, au sud, Brigue et la vallée du Rhône.